# Universidad Nacional Agraria La Molina
La Universidad Nacional Agraria La Molina (siglas: UNALM) es una universidad pública ubicada en el distrito de La Molina, en la ciudad de Lima, capital del Perú. Fue fundada el 22 de julio de 1902 por el presidente Eduardo López de Romaña, inicialmente como la Escuela Nacional de Agricultura y Veterinaria. En la actualidad, cuenta con 12 escuelas especializadas en el ámbito de las ciencias agrarias, naturales y medio ambientales. Se ha ubicado siempre dentro de los diez primeros lugares a nivel nacional en los diversos rankings universitarios.

## Historia

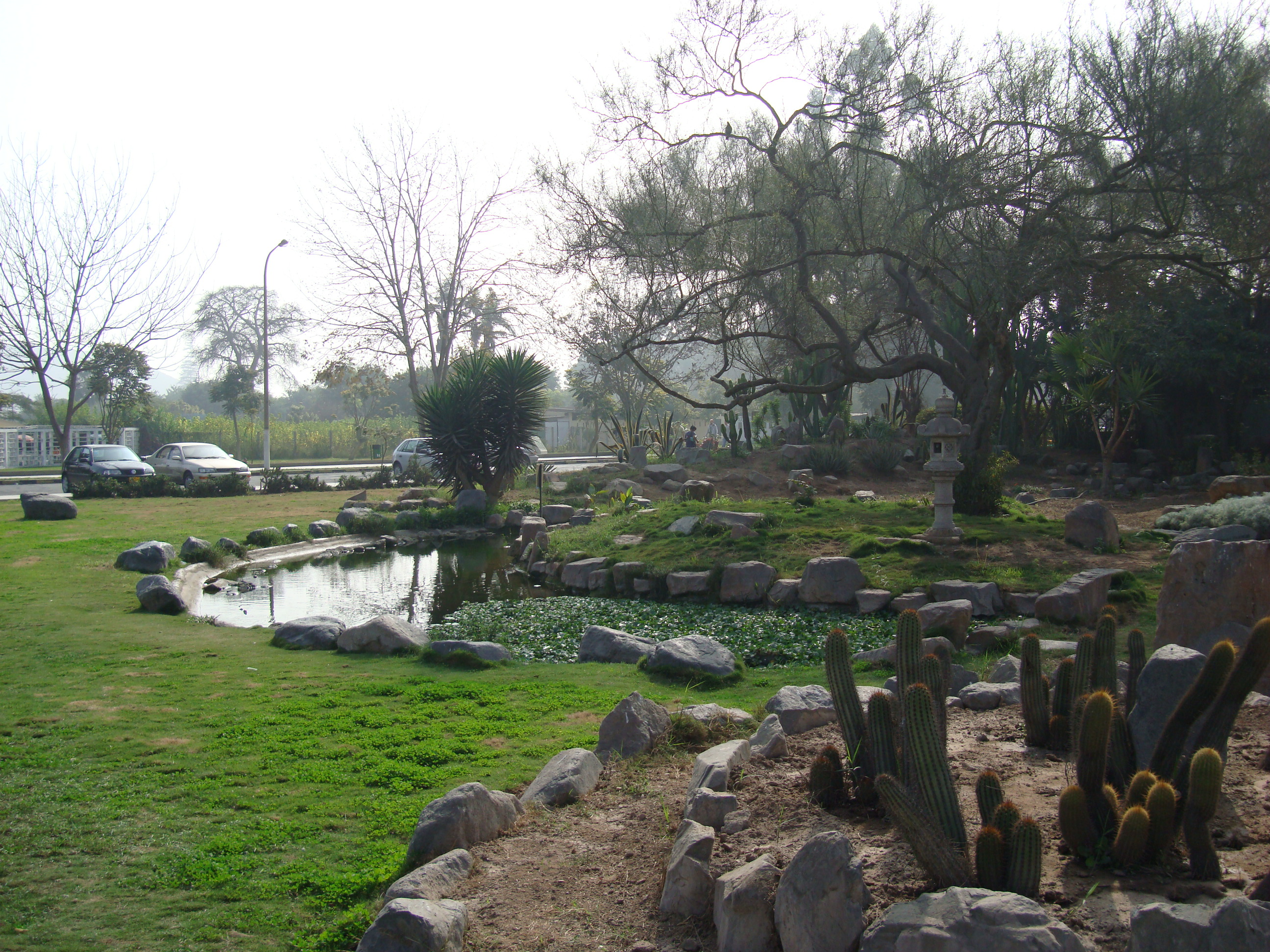
Vista de una estanque al interior del campus de la UNALM.

La Universidad Nacional Agraria La Molina fue fundada el 22 de julio de 1902, por el presidente Eduardo López de Romaña, inicialmente como Escuela Nacional de Agricultura y Veterinaria. A pedido del gobierno peruano a través de su Embajador en Amberes, tuvo participación en su planificación y organización una misión belga proveniente de la Universidad de Gembloux conformada por los ingenieros agrónomos Georges Vanderghem, Enrique Van Hoorde, Víctor Marie y Jean Michel, así como también el veterinario Arthur Declerck proveniente de la Escuela Veterinaria de Cureghem.
La inauguración oficial fue el 22 de julio de 1902, como dependencia de la Dirección de Fomento, siendo Ministro del ramo Don Eugenio Larrabure Unanue. En 1912, se creó la Estación Central Agronómica con miras a desarrollar la experimentación agrícola y a prestar servicio a los agricultores. Es así como, antes de cumplir quince años de fundación, la Escuela es ya una entidad que aplica los tres fines fundamentales de la Universidad Agraria: la enseñanza, investigación y extensión. El primer local asignado a la Escuela Nacional de Agricultura y Veterinaria, fue un pabellón del fundo Santa Beatriz, en este local funcionó durante 30 años. En 1933, se trasladó al fundo de La Molina, en el valle de Ate, donde funciona hasta la fecha. La Ley Orgánica de Educación Pública de 1941 ya había concedido a la Escuela la categoría de institución de enseñanza superior y consagró su autonomía pedagógica, administrativa y económica.
En 1959, la Ley Universitaria 13417, reconoce a la Escuela Nacional de Agricultura rango universitario y, en tal virtud, cambió su denominación por la actual de Universidad Nacional Agraria La Molina. En 1961, comenzaron a funcionar como organismos académicos, las siguientes facultades: Agronomía, Zootecnia, Ingeniería Agrícola y el Instituto de Investigaciones y Estudios Avanzados. El mismo año quedó sancionada la creación de la Facultad de Ciencias y la de Ciencias Económicas y Sociales, que más adelante cambió su denominación por la de Ciencias Sociales y posteriormente por la de Economía y Planificación. Ambas Facultades iniciaron sus labores simultáneamente a comienzos de 1962. En 1963, inició sus actividades la Facultad de Ciencias Forestales, en 1966, la Facultad de Pesquería, y en 1969, la Facultad de Industrias Alimentarias. Posteriormente se organizaron los Institutos de Sierra, de Selva y de Investigaciones Forestales, como centros de enseñanza e investigación que abarcan campos afines a varias facultades para el estudio de problemas específicos.

## Organización

### Gobierno
La Universidad Nacional Agraria La Molina es una comunidad de maestros, alumnos y graduados dedicada a los fines esenciales de una institución universitaria y de investigación. Es autónoma en los ámbitos administrativo, económico, normativo, de gobierno y académico. La Universidad Nacional Agraria La Molina está regida por la Ley Universitaria n.º 23733, promulgada el 9 de diciembre de 1983, que reimplanta el sistema de Facultades, mantiene los Departamentos Académicos y deja en libertad a cada Universidad para que organice y establezca su propio régimen académico, de acuerdo con sus características y necesidades.
- Asamblea Universitaria: Es el mayor órgano de gobierno de la universidad, está integrada por el rector, el vicerrector académico, el vicerrector administrativo, los decanos de las facultades, el director de la escuela de postgrado, los representantes de los Profesores de las diversas Facultades, en número igual al doble de la suma de las autoridades Universitarias de ellos la mitad son Principales, un tercio Asociados y un sexto auxiliares, los representantes de los estudiantes en la proporción de un tercio del número total de los miembros de la Asamblea y un representante de los graduados.

- Consejo Universitario: Es el mayor órgano de promoción y de ejecución de la universidad, está integrado por el rector, los Vicerrectores Académico y Administrativo, los Decanos de las Facultades, el director de la Escuela de Post Grado, los representantes de los estudiantes en la proporción de un tercio del total de miembros del Consejo y por un representante de los Graduados.

- Rectorado: El rector es el representante legal de la UNALM. También preside los dos órganos principales de gobierno de la Universidad: la Asamblea Universitaria y el Consejo Universitario. Existen además dos vicerrectores: el académico, el administrativo. Ellos apoyan al rector en el gobierno de la Universidad y en caso de impedimento o vacancia, uno de ellos asume el cargo.

### Áreas académicas

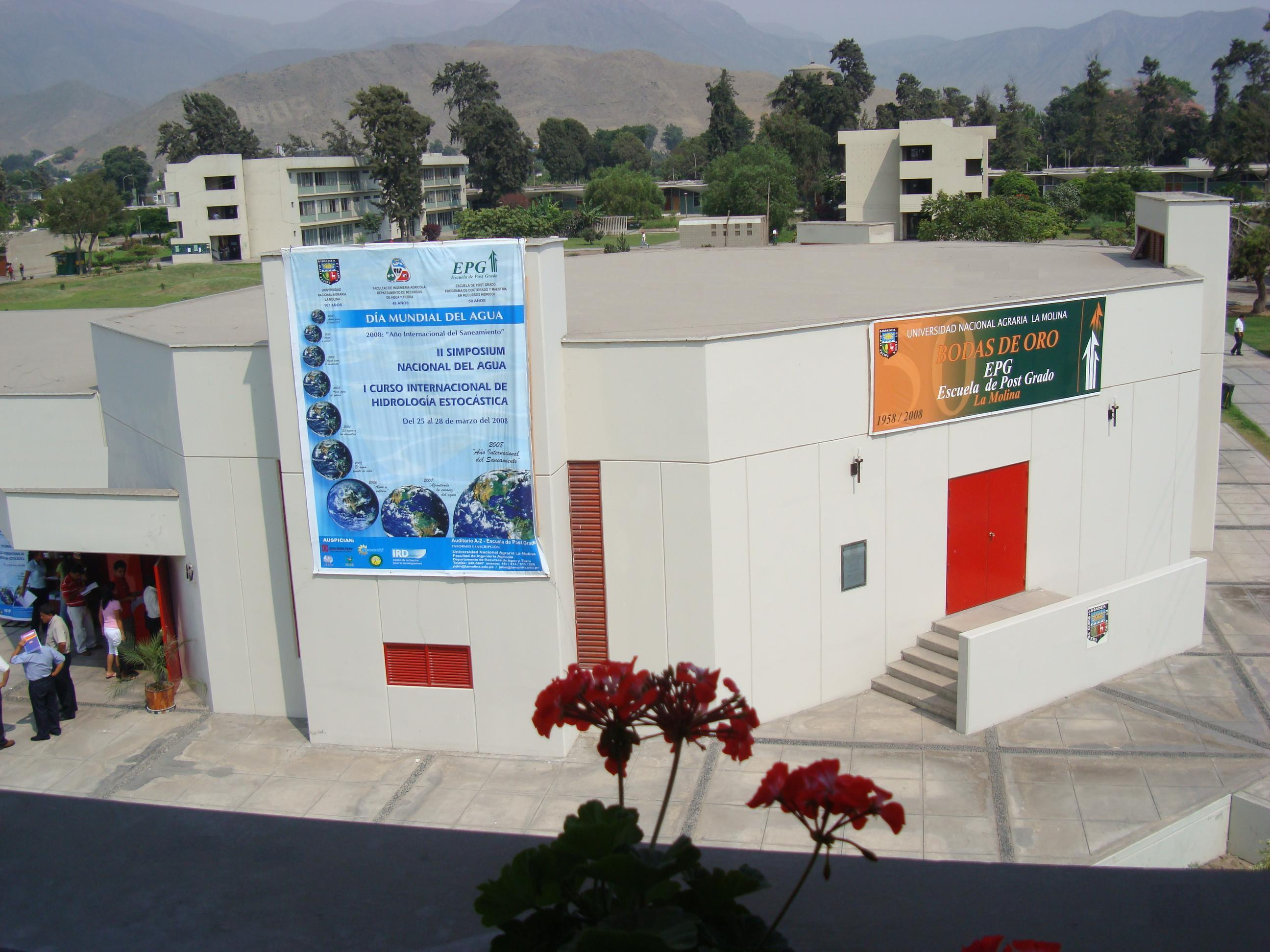
Auditorio de la Escuela de posgrado de la UNALM.

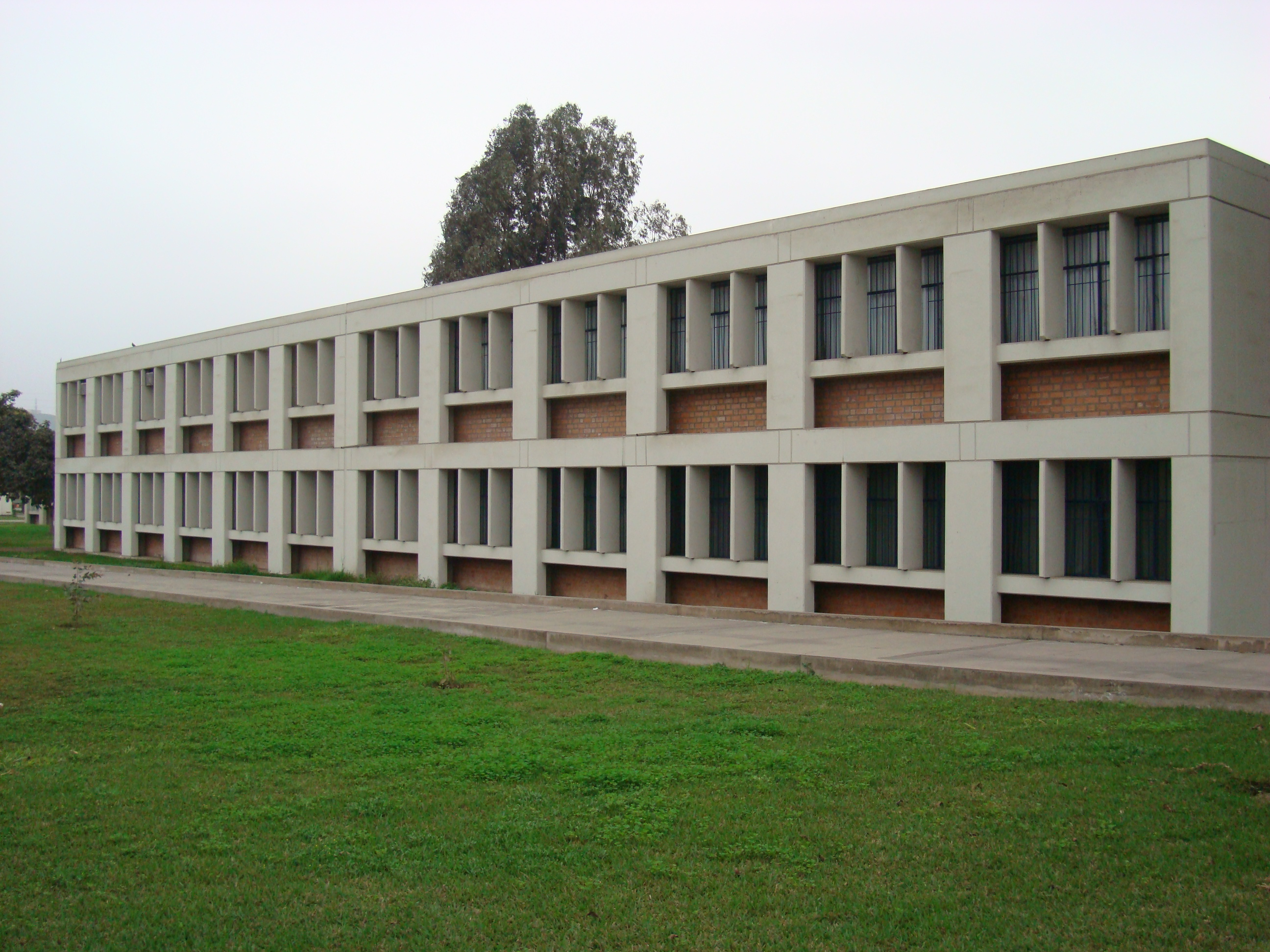
Pabellón de aulas (vista trasera).

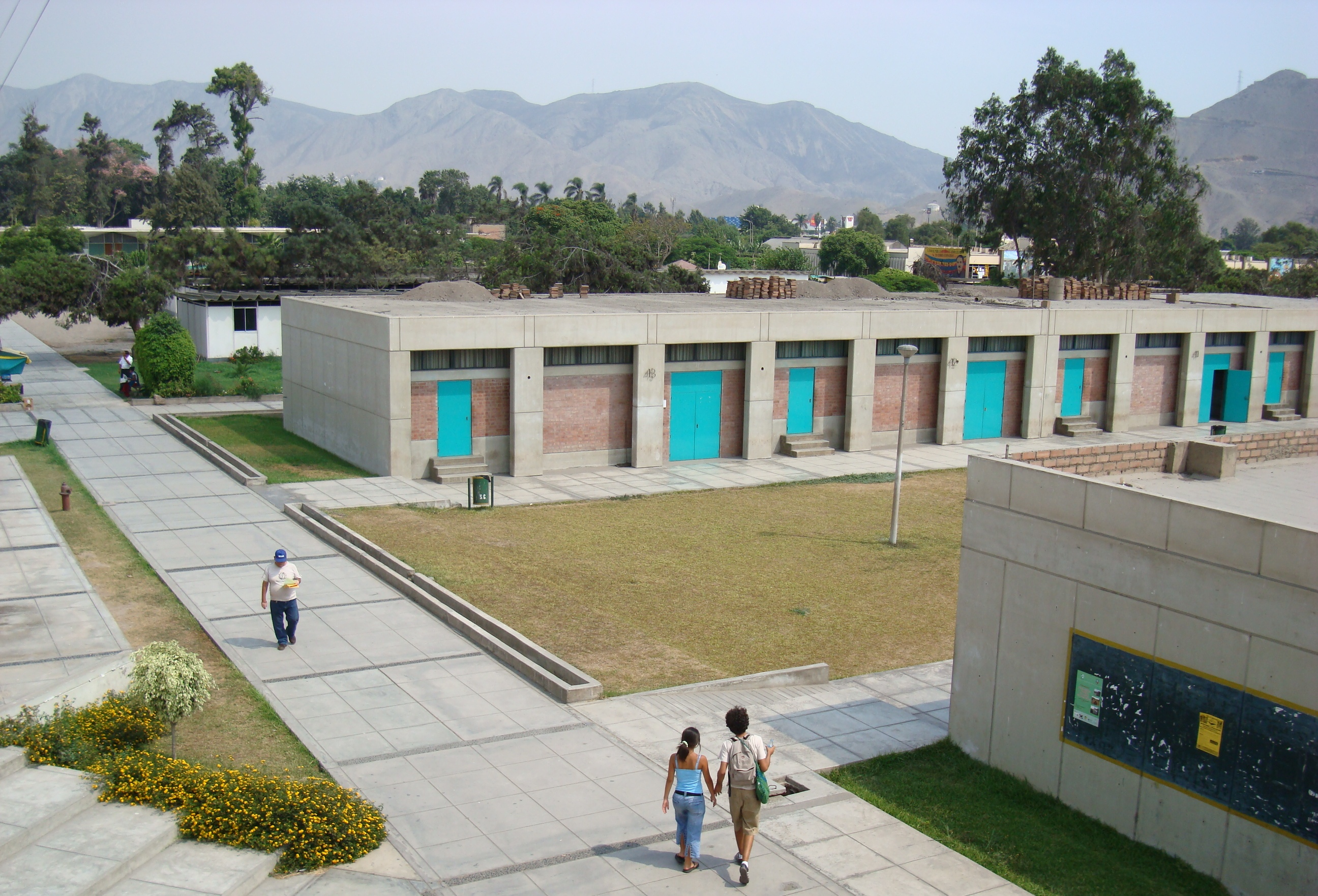
Pabellón de aulas turquesas.

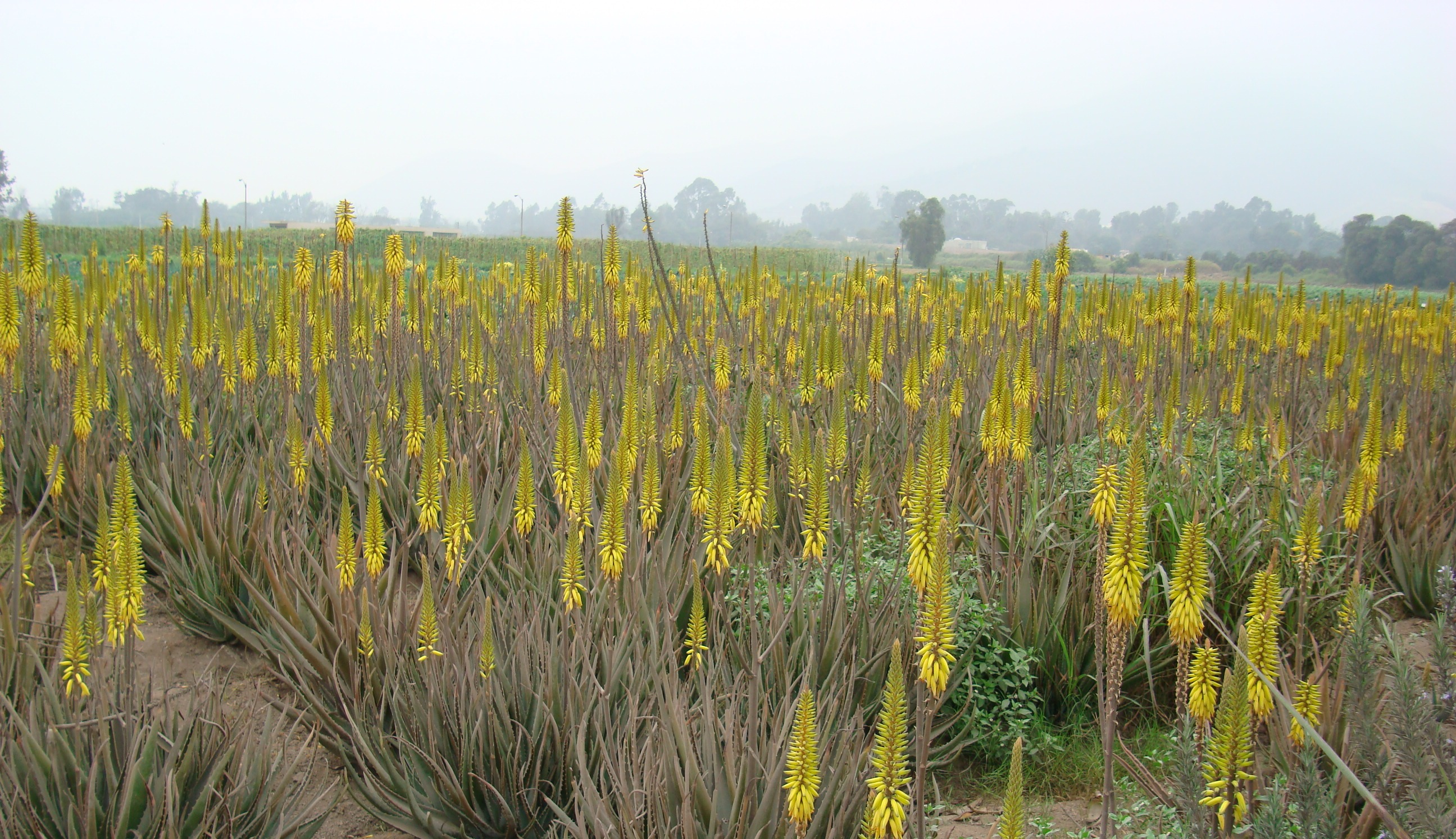
Campos de cultivo de Aloe vera.

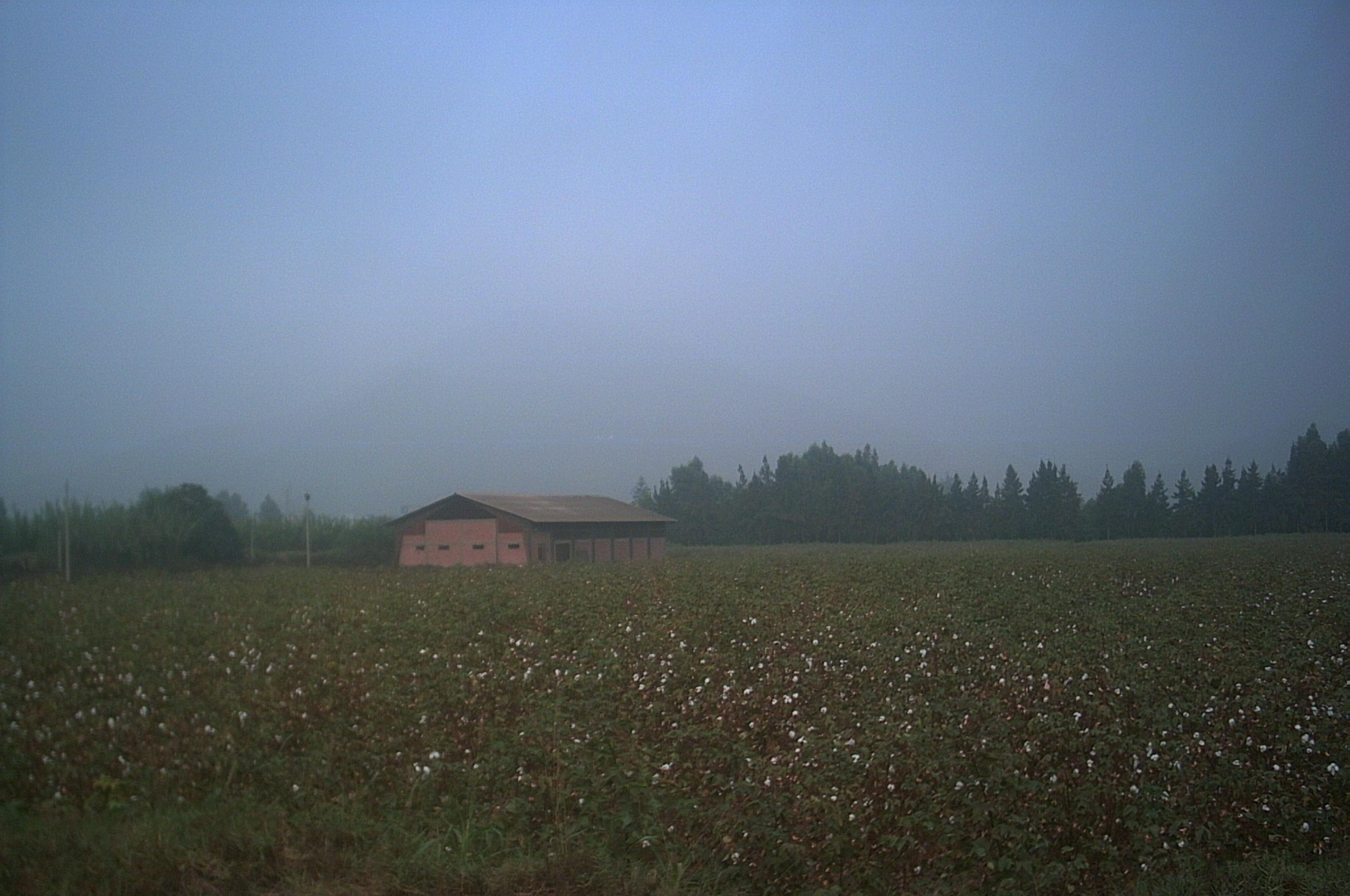
Campos de cultivo de Algodón.

La Universidad cuenta con 8 facultades, 12 escuelas profesionales y, 1 Escuela Universitaria de Postgrado.
| Pregrado                             | Pregrado |
| ------------------------------------ | --- |
| Facultad de Agronomía                | - Agronomía |
| Facultad de Ciencias                 | - Biología - Ingeniería ambiental - Meteorología |
| Facultad de Ciencias Forestales      | - Ingeniería Forestal |
| Facultad de Economía y Planificación | - Economía - Estadística e Informática - Gestión Empresarial |
| Facultad de Industrias Alimentarias  | - Industrias Alimentarias |
| Facultad de Ingeniería Agrícola      | - Ingeniería agrícola |
| Facultad de Pesquería                | - Pesquería |
| Facultad de Zootecnia                | - Zootecnia |
| Maestrías                            | |
| Escuela de Posgrado                  | Área de Economía - Agronegocios - Administración - Economía Agrícola - Economía de los Recursos Naturales y del Ambiente - Estadística Aplicada |
| Escuela de Posgrado                  | Área de Medio Ambiente - Bosques y Gestión de Recursos Forestales - Ciencias Ambientales - Conservación de Recursos Forestales - Ecología Aplicada - Ecoturismo - Gestión Integral de Cuencas Hidrográficas - Ingeniería de la Madera - Meteorología Aplicada - Recursos Hídricos - Riego y Drenaje |
| Escuela de Posgrado                  | Área de Ciencias Agrarias - Agricultura Sustentable - Entomología - Fitopatología - Horticultura - Innovación Agraria para el Desarrollo Rural - Manejo Integrado de Plagas - Mejoramiento Genético de Plantas - Producción Agrícola - Producción Animal - Suelos                                   |
| Escuela de Posgrado                  | Área de Nutrición y Alimentación - Acuicultura - Nutrición - Nutrición Pública - Tecnología de Alimentos |
| Doctorados                           | |
| Escuela de Posgrado                  | - Agricultura Sustentable - Ciencia Animal - Ciencia de Alimentos - Ciencias e Ingeniería Biológicas - Economía de los Recursos Naturales y del Desarrollo Sustentable - Ingeniería Ambiental - Nutrición - Ciencia de Datos - Recursos Hídricos                                                    |

### Admisión
Además de las especialidades de Pregrado y Posgrado, la UNALM ofrece asesorías, cursos cortos de refrescamientos y reciclaje técnico y profesional, cursos semestrales de especialización, cursos de actualización para laboratorios y técnicos en Biología, cursos prácticos de jardinería, biohuertos, hidroponía, crianza de animales menores (cuyes, codornices, etc.), panadería, lácteos, embutidos, etc. La UNALM cuenta con una Escuela de equitación y un Centro de Idiomas. Además, ofrece productos agroindustriales a la comunidad a través de su Centro de Ventas. Junto a la UNE, son las dos únicas universidades nacionales que no devuelven la prueba de admisión al alumno.

## Sedes e infraestructura

### Ciudad Universitaria

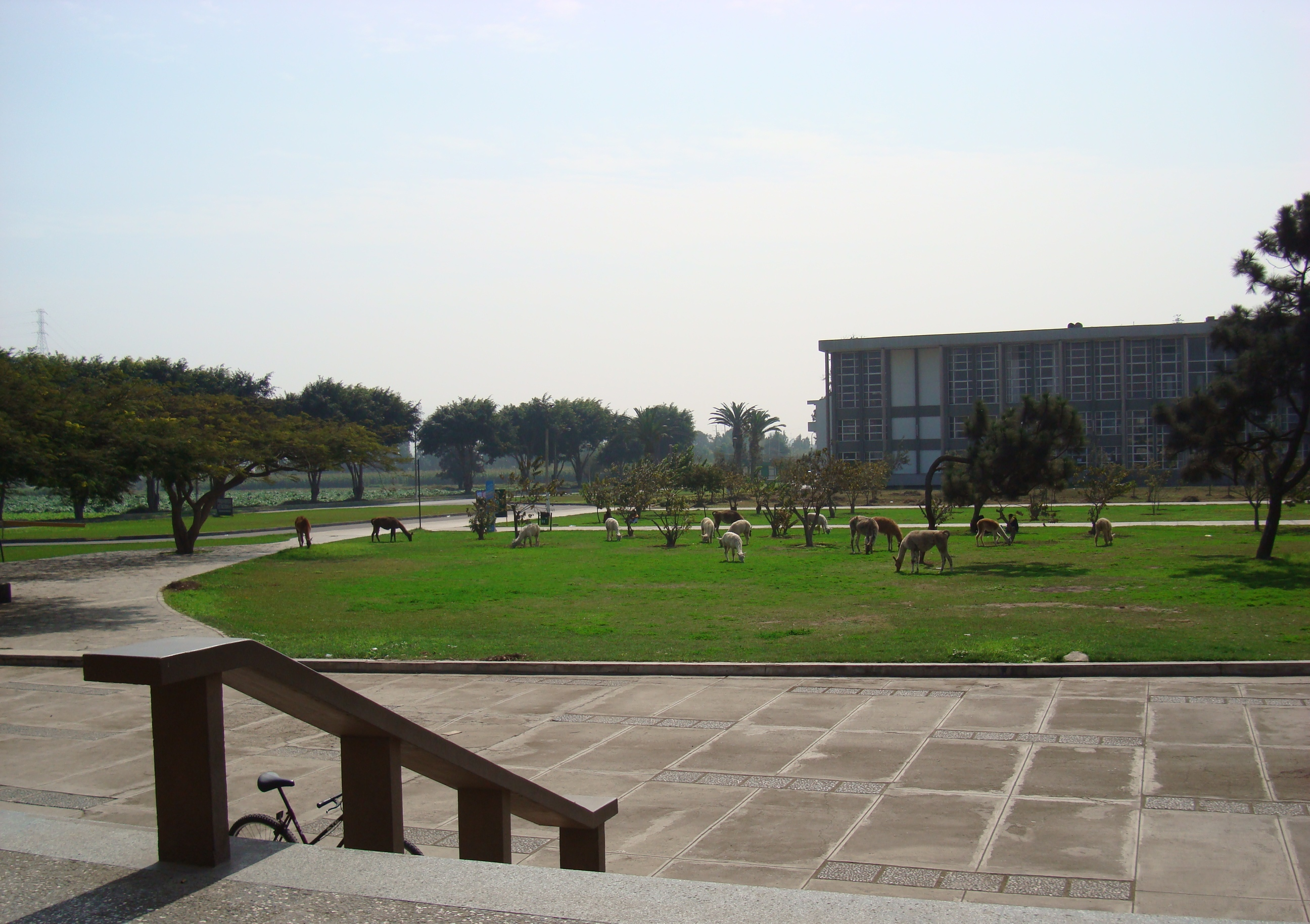
Vista desde el comedor universitario, mostrando la Biblioteca de la UNALM (hacia el fondo).

El campus de la Universidad Nacional Agraria La Molina se encuentra en el distrito de La Molina. Es vecino a otros centros de investigación como son el Instituto Nacional de Investigación Agraria (INIA), el Servicio Nacional de Sanidad Agraria (SENASA) y, el Centro Internacional de la Papa. El campus universitario ocupa una extensión de 220 hectáreas, siendo el campus más grande del país, cuenta con modernas aulas, laboratorios y talleres con la más alta tecnología. La universidad también cuenta con extensas áreas verdes y áreas de investigación.
En sus más de 6,000 hectáreas se dan las facilidades necesarias para el dictado de cursos intensivos y prácticas de campo, se incentiva el desarrollo de tecnologías apropiadas y se contribuye al desarrollo en las zonas de su influencia. La Molina cuenta con tres institutos regionales de desarrollo , situados en los tres grandes pisos ecológicos del Perú: costa, sierra y selva, buscando ayudar al desarrollo sostenible de las zonas que las acoge. Además, La Molina tiene otros centros de experimentación y unidades empresariales, donde también se realizan prácticas agropecuarias, forestales, pesqueras,agroindustriales y empresariales.

#### Biblioteca Agrícola Nacional
La Biblioteca Agrícola Nacional (BAN) es el principal centro de información en el área de Ciencias Agropecuarias y afines de la Universidad Nacional Agraria La Molina. Es considerada como la Biblioteca Agropecuaria líder del Perú, y desde enero del 2000, desarrolla adicionalmente la responsabilidad de Centro Coordinador Nacional del "Sistema de Documentación de América Latina y el Caribe" (SIDALC) asignada por el Instituto Interamericano de Cooperación para la Agricultura (IICA), con la finalidad de constituir la Red de Bibliotecas Agropecuarias del Perú (REBIAPE).

#### Centro de Aprendizaje Abierto
Actualmente es una de las únicas bibliotecas públicas que cuenta con un Centro de Aprendizaje Abierto (CAA), un espacio creado para toda la innovación tecnológica en el sector del aprendizaje, de la enseñanza y de la transformación de carreras gracias a la propuesta del Vicerrectorado Académico de la UNALM para la configuración de una Biblioteca para el siglo XXI. Este centro cuenta con diferentes espacios de creación en donde las personas podrán experimentar a través de diversos recursos tecnológicos, bibliográficos y creativos como la fabricación digital, modelado 3D, corte láser, acceso a plataformas MOOC y investigaciones científicas.

#### Centros de Producción
- Campo agrícola experimental
- Centro de panificación
- Consultorio veterinario
- Granja de animales menores
- Granja de cerdos
- Planta de alimentos
- Planta piloto de leche
- Unidad experimental de zootecnia
- Vivero forestal
- Vivero ornamental

#### Laboratorios
- Laboratorio de Análisis de agua, suelo y medio ambiente
- Laboratorio de Análisis de Suelos, Plantas, Agua y Fertilizantes (LASPAF)
- Laboratorio de Análisis Nutricional y Biología de alimentos
- Laboratorio de Ecología Microbiana y Biotecnología "Marino Tabusso"
- Laboratorio de Energías Renovables
- Laboratorio de Fisiología Vegetal
- Laboratorio de Hidráulica y Mecánica de Fluidos
- Laboratorio de Horticultura
- Laboratorio de Micología y Biotecnología (LMB)
- Laboratorio de Microbiología
- Laboratorio de Percepción Remota y Sistemas de Información Geográfica
- Laboratorio de Riegos, Drenaje y Aguas Subterráneas
- Laboratorio de Teledetección Aplicada y Sistemas de Información Geográfica
- Laboratorio de Topografía
- Centro de Investigación en Recursos Genéticos Biotecnología y Bioseguridad
- Laboratorio de Entomología
- Laboratorio de Fitopatología
- Laboratorio de Manejo Integrado de Plagas
- Laboratorio de Nematología
- Laboratorio de Toxicología
- Laboratorio de Virología
- Laboratorio de Fitotecnia
- Laboratorio de semillas
- Laboratorios de Biología
- Laboratorios de Física
- Laboratorios de Química
- Laboratorio de Física y meteorología
- Laboratorio de Fitoquímica
- Laboratorio de Aprovechamiento Forestal
- Laboratorio de Anatomía de la Madera
- Laboratorio de Paneles
- Laboratorio de Aserrado de la Madera
- Laboratorio de Preservación de la Madera
- Laboratorio de Pulpa y Papel
- Laboratorio de Secado de la Madera
- Laboratorio de Tecnología de la Madera
- Laboratorio de Manejo Forestal
- Laboratorio de Fauna
- Laboratorio de Silvicultura
- Laboratorio de Estadística e Informática
- Laboratorio de Cómputo de la Facultad de Economía y Planificación
- Laboratorio de Análisis Físico Químico de Alimentos
- Laboratorio de Industrias Alimentarias
- Laboratorio de Instrumentación
- Laboratorio de Microbiología de Alimentos
- Laboratorio de Prueba y Ensayo de Materiales
- Laboratorio de Electricidad
- Laboratorio de Mecanización Agrícola
- Laboratorio de Ingeniería de Drenaje
- Laboratorio de Acuicultura
- Laboratorio de Microbiología Pesquera
- Laboratorio de Química de Recursos Hidrobiológicos
- Laboratorio de Mecánica de Suelos
- Laboratorio de Planeamiento, Modelamiento y Ordenamiento Territorial

## Investigación

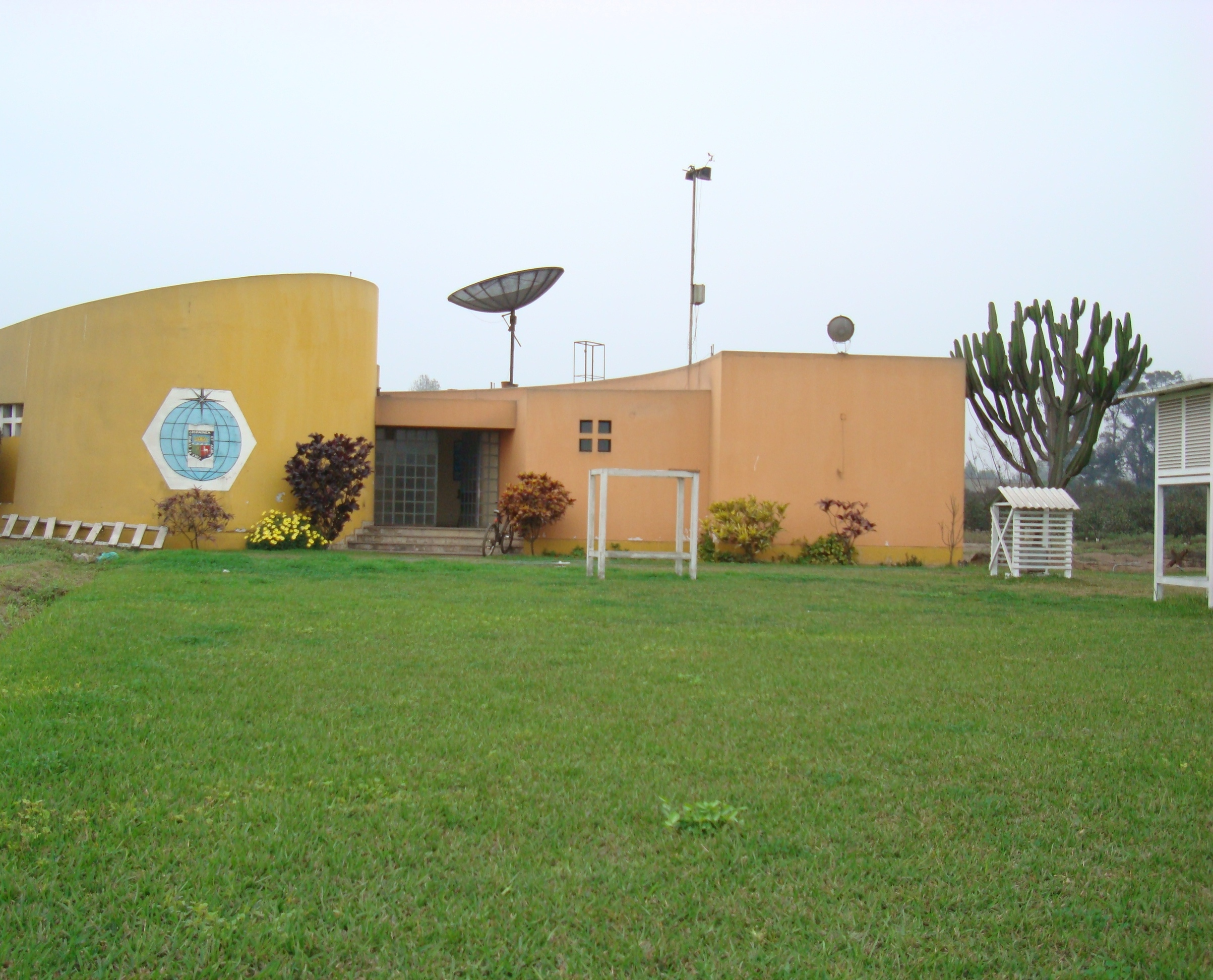
Estación meteorológica.

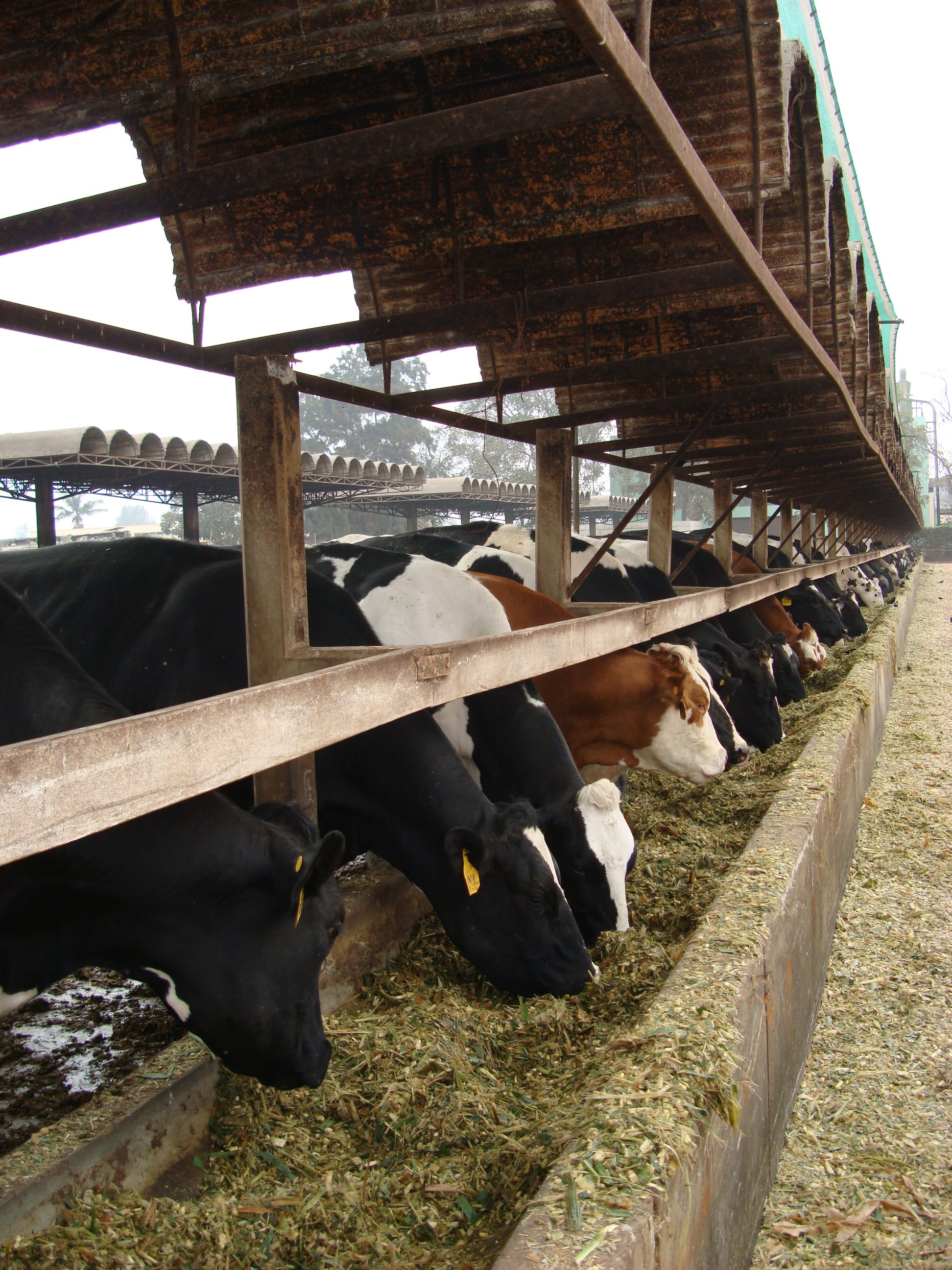
Granja de Bovinos.

La Universidad Nacional Agraria La Molina siempre ha colaborado significativamente en el desarrollo científico del Perú a lo largo de su historia. Actualmente, en el Perú, la Universidad Agraria es una de las pocas universidades peruanas que realizan investigación (actualmente solo 10 universidades de más de 80 lo hacen), todo esto debido principalmente a que el desarrollo de la investigación no ha sido un área financiada correctamente por el gobierno peruano en las últimas décadas.

### Centros e institutos de investigación
Actualmente la Universidad Nacional Agraria La Molina cuenta los siguientes institutos de investigación:
- Instituto de Desarrollo Agroindustrial (INDDA)
- Instituto de Biotecnología (IBT)
- Instituto de la Pequeña Producción Sustentable (IPPS)
- Instituto Regional de Desarrollo de la Costa (IRD Costa)
- Instituto Regional de Desarrollo de la Sierra (IRD Sierra)
- Instituto Regional de Desarrollo de la Selva (IRD Selva)

### Producción y publicaciones científicas
- Revista Agronegocios: Con el objetivo de ayudar en el desarrollo del liderazgo de Perú en las agroexportaciones y brindar información relacionada muy necesaria. A fines del año 2003 comenzó como Boletín Agronegocios, con la participación de algunos profesores de la maestría en Agronegocios para luego formar la Revista Agronegocios a partir del mes de agosto de 2007. Incluye secciones de Agronegocios o Agroexportación, Comercio Exterior, Investigación de Mercados, TLC, Sierra Exportadora, Medio Ambiente, Mercados, Emprendimiento, Estadísticas, Investigación, entre otros.
- Revista Agronomía: Fundada en 4 de julio de 1904, por la primera promoción de estudiantes de la "Escuela Nacional de Agricultura y Veterinaria" (ENAV), hoy UNALM. Agronomía tiene el gran compromiso de contribuir con el desarrollo del país, pues a través de la divulgación de artículos técnicos y científicos, los cuales son resúmenes de investigaciones de docentes, estudiantes u otros proyectos de importancia, influyentes en el conocimiento académico y profesional. La Directiva de Agronomía, integrada por estudiantes de Agronomía de la UNALM, cuenta con la participación de un Comité Técnico, conformada por docentes de la Facultad de la Agronomía, Economía y Planificación de la UNALM, con ello garantiza la calidad de la información que se divulga a través de las ediciones. Dentro de las funciones de Agronomía, se destaca la integración de los estudiantes de Agronomía del Perú, a través de la Red de Corresponsalía, pues resulta importante el intercambio de información respecto a los sistemas agrarios del Perú. Por otro lado, para complementar a la divulgación de tecnologías agrarias, Agronomía, frecuentemente desarrolla cursos y módulos integrados de cultivos, los cuales están orientados a profesionales, técnicos de campo, productores agropecuarios y estudiantes ligados al agro.

- Revista Ecología Aplicada: Revista del departamento de Biología de la UNALM. Fundada en el año 2002, es una revista científica exclusivamente del ámbito de la Ecología. Es editada por el Blgo. Germán Arellano Cruz.

- Revista Xilema: Revista elaborada por los estudiantes de la Facultad de Ciencias Forestales de la Universidad Nacional Agraria La Molina. Con la celebración de su 25 aniversario, se coloca entre una de las revistas más antiguas de Latinoamérica en el ámbito forestal. La revista cumple con el objetivo de difundir temas forestales, ambientales y biológicos. Esta revista fue relanzada en el 2006 por los estudiantes de forestales, y sigue vigente, mejorando cada vez más y llegando no sólo estudiantes de la UNALM, sino a varias universidades relacionadas al sector forestal en el país y también instituciones del ámbito internacional.
- Revista Zonas Áridas: Esta revista se inició en el año 1982. Publica artículos referentes a los diversos aspectos de las zonas áridas y semiáridas a nivel mundial, con la finalidad de contribuir al mejor conocimiento de sus componentes naturales y sociales, y al manejo adecuado de sus recursos. Con este objeto acepta contribuciones sobre zonas áridas en los distintos campos de la ciencia básica y aplicada, en particular en: Biología, Ecología, Paleobiología, Antropología, Arqueología, Geología, Hidrología, Forestales, Agricultura, Climatología y Arquitectura referida a las zonas áridas.

## Cultura y patrimonio

### Museos universitarios
- Museo de Entomología "Klaus Raven Büller": El Museo de Entomología se inició en 1962, a iniciativa del Dr. Klaus Raven Büller, con el objeto de tener una colección de referencia que muestre la diversidad de la fauna entomológica que tiene Perú, además de registrar las especies de importancia agrícola, médico-veterinaria, predatores y parasitoides. En la literatura mundial existen listas de especies peruanas, faltando en ellas conocimiento en lo referente a distribución geográfica, biología, comportamiento e importancia, que nos permita conocer su rol en la naturaleza, de ahí que el Dr. Klaus Raven Büller, inició y patrocinó trabajos de investigación con los cuales y a través del museo, se busca ampliar el conocimiento sobre las especies que existen en el Perú. Para este fin el museo cuenta con el apoyo de renombrados especialistas e instituciones tanto nacionales como extranjeras. Actualmente el museo cuenta con aproximadamente 3,000 especies determinadas representadas en 10,000 especímenes, además cuenta con 300,000 especímenes de especies aún no determinadas y con material tipo de especies nuevas para la ciencia. Las especies registradas presentan datos de colección, e información sobre sus hábitos e importancia; estos datos nos permiten conocer lugar de ocurrencia, época de mayor abundancia, hospederos, tipo de alimentación (fitófagos, saprófagos, predatores, parasitoides, etc.), como consecuencia su rol en la naturaleza.

### Otros centros, escuelas y direcciones culturales
- Centro de Idiomas: El centro de idiomas de la UNALM brinda cursos de idiomas en: francés, inglés, alemán, japonés, español, quechua, portugués y, chino. Cuenta con dos laboratorios equipados con vídeo y cabinas de audio individuales, uno con 24 cabinas y otro con 40. Además cuenta con sala de computo con 12 computadoras personales con auriculares, una minibiblioteca y una videoteca. El Centro de idiomas de la UNALM ofrece sus cursos a la comunidad universitaria y al público en general.

### Jardines botánicos y herbarios
- Jardín Botánico "Octavio Velarde Núñez": El Jardín Botánico de la Universidad Nacional Agraria La Molina fue iniciado en 1904 en el Fundo Santa Beatriz en la entonces "Escuela Nacional de Agricultura" (ENA), por el Ing. Agrónomo Leopoldo Hecq. Posteriormente, con el traslado de la ENA al Fundo La Molina, este es reorganizado después de 1933, por el Ing. Forestal Julio Gaudrón, en el lugar que ocupa en la actualidad, sobre un área de 2 ha aproximadamente. El Jardín Botánico "Octavio Velarde Núñez", lugar para el estudio y esparcimiento, es actualmente uno de los pocos jardines botánicos en actividad en la ciudad de Lima..
- Jardín Botánico Nacional:  En el 2021 se instaló un plantón de flor de la cantuta como parte del proyecto de implementación del jardín botánico. Este proyecto funcionará en un espacio de 10 hectáreas para albergar diferentes especies del Perú.[4]
- Herbario Augusto Weberbauer
- Herbario de la Facultad de Ciencias Forestales de la UNALM

### Deportes
La Universidad Agraria La Molina incentiva la actividad deportiva en su alumnado, actualmente la universidad cuenta con los siguientes equipos:
- Equipo de fútbol de la Universidad Agraria La Molina.
- Equipo de rugby de la Universidad Agraria La Molina "los Moches"
- Equipo de básquet de la Universidad Nacional Agraria La Molina.
- Equipo de Tenis de Mesa de la Universidad Nacional Agraria La Molina
- Equipo de Softbol de la Universidad Nacional Agraria La Molina

## Rankings académicos
En los últimos años se ha generalizado el uso de rankings universitarios internacionales para evaluar el desempeño de las universidades a nivel nacional y mundial; siendo estos rankings clasificaciones académicas que ubican a las instituciones de acuerdo a una metodología científica de tipo bibliométrica que incluye criterios objetivos medibles y reproducibles, tomando en cuenta por ejemplo: la reputación académica, la reputación de empleabilidad para los egresantes, la citas de investigación a sus repositorios y su impacto en la web. Del total de 92 universidades licenciadas en el Perú, la Universidad Nacional Agraria La Molina se ha ubicado regularmente dentro de los diez primeros lugares a nivel nacional en determinados rankings universitarios internacionales.